# Nowe Brzeźno (województwo wielkopolskie)
Nowe Brzeźno – wieś w Polsce położona w województwie wielkopolskim, w powiecie chodzieskim, w gminie Budzyń.
1973-76 w gminie Wągrowiec. W latach 1975–1998 miejscowość administracyjnie należała do województwa pilskiego.
Wieś sołecka - zobacz jednostki pomocnicze gminy Budzyń w BIP